# Michael Ipgrave
Michael Geoffrey Ipgrave OBE (* 18. April 1958 in Northampton, Northamptonshire) ist ein britischer anglikanischer Theologe. Seit 2016 amtiert er als Bischof von Lichfield in der Church of England.

## Leben
Michael Geoffrey Ipgrave wuchs in einem kleinen Dorf in Northamptonshire in den englischen Midlands auf. Er besuchte zunächst von 1968 bis 1975 die Magdalen College School in Brackley, eine staatliche Schule in South Northamptonshire. Von 1975 bis 1978 studierte er Mathematik am Oriel College der University of Oxford, wo er im Fach Mathematik mit dem Bachelor of Arts (BA; 1st class Hons) abschloss. Anschließend war er ungefähr ein Jahr als Arbeiter in einer Fabrik in Birmingham beschäftigt. Zur Vorbereitung auf sein Priesteramt besuchte er von 1979 bis 1982 das Ripon College in Cuddesdon, ein Anglikanisches Theologisches College in der Nähe von Oxford. Gleichzeitig studierte er in dieser Zeit Theologie an der University of Oxford, wo er 1981 als Bachelor (1st class Hons) abschloss. 2000 erwarb er einen PhD in Theologie an der University of Durham, 2004 den Master of Arts (MA) im Fach „Japanese Religions“ an der University of London (SOAS).
1982 wurde er in der Diözese Peterborough zum Diakon geweiht; 1983 folgte seine Priesterweihe. Seine Priesterlaufbahn begann er von 1982 bis 1985 als Hilfsvikar (Assistant Curate) an der All Saints Church in Oakham in der Diözese von Peterborough. Von 1985 bis 1987 war er Hilfspfarrer (Assistent Priest) an der Church of the Resurrection in Chiba in der Diözese von Yokohama in Japan. Nach seiner Rückkehr nach Großbritannien war er von 1987 bis 1990 Pfarrer (Team Vicar) in der Diözese Leicester, anschließend von 1990 bis 1999 Pfarrer (Team Rector) an der Parish Church of the Holy Spirit in Leicester.
Ab 1990 übernahm er auch wichtige Aufgaben in der Kirchenverwaltung. Von 1990 bis 1999 war er Berater für inter-religiöse Beziehungen (Bishop's Adviser on Inter Faith Relations) des damaligen Bischofs von Leicester, Tom Butler. Von 1992 bis 1999 war er Wissenschaftlicher Assistent (Research Assistant) und Hauskaplan (Domestic Chaplain) des Bischofs von Leicester. Von 1999 bis 2004 war er Berater für inter-religiöse Beziehungen (Inter faith Relations Adviser) im Archbishops’ Council.  Von 1999 bis 2004 war er gleichzeitig Sekretär (Secretary) in der Churches’ Commission on Inter Faith Relations der Church of England. Gleichzeitig war er während seiner Zeit in der Kirchenverwaltung von 1999 bis 2004 ehrenamtlicher Hilfspfarrer (Hon. Assistant Priest) an der Parish Church of the Presentation, Leicester.
2004 wurde er Archidiakon (Archdeacon; Vorsteher eines Kirchensprengels) der Diözese Southwark. Von 2006 bis 2007 war er Pfarrer (Priest-in-Charge) an der St George the Martyr Church in Southwark. Von 2009 bis 2010 war er Pfarrer (Priest-in-Charge) an der St John Church in Peckham. 2010 wurde er außerdem ehrenamtlicher Kanoniker (Canon Missioner) an der Southwark Cathedral. Er war von 2010 bis 2012 Vorsitzender (Chair) der Southwark and London Diocesan Housing Association und Bezirks-Dekan (Borough Dean) von Southwark. Mit seiner Ernennung zum Bischof gab er diese Ämter auf.
Am 3. Februar 2012 wurde Ipgraves Ernennung zum Gebietsbischof (Area Bishop) von Woolwich in der Diözese Southwark bekanntgegeben. Er wurde in dieser Position Nachfolge von Christopher Chessun, der zum Diözesanbischof von Southwark ernannt worden war. Am 21. März 2012 wurde er während eines Gottesdienstes in der Southwark Cathedral vom damaligen Erzbischof von Canterbury, Rowan Williams, zum Bischof geweiht. Im Mai 2013 sprach Ipgrave während eines Gottesdienstes in der St Peter the Apostle Church in Woolwich ein Bittgebet für den von Islamisten ermordeten britischen Soldaten Lee Rigby.
Am 2. März 2016 wurde Ipgraves Ernennung zum Bischof von Lichfield bekanntgegeben; er wurde Nachfolger vom Jonathan Gledhill, der zum 30. September 2015 in den Ruhestand getreten war. Seine offizielle Inthronisation erfolgte im September 2016 in der Kathedrale von Lichfield.
Am 25. Oktober 2022 wurde Ipgrave in seiner Funktion als Bischof von Lichfield als Geistlicher Lord in das House of Lords aufgenommen.

## Ehrungen und Veröffentlichungen
In den Neujahrs-Ehrungen 2011 wurde Ipgrave „in Anerkennung seiner Verdienste um den inter-religiösen Dialog“ mit dem Order of the British Empire ausgezeichnet.
Michael Ipgrave veröffentlichte zahlreiche Schriften zu den Themengebieten Inter-religiöser Dialog, inter-konfessioneller Dialog und zum Verhältnis von Religion und Menschenrechte. Er gab sechs Bände zu den Beziehungen zwischen Christentum und Islam heraus. Er ist Verfasser des Buches Trinity and Inter Faith Dialogue (Verlag Peter Lang, 2003) und schrieb über dreißig Aufsätze und Beiträge für Zeitschriften, Bücher und Sammelbände.

## Persönliches
Ipgrave ist mit Dr. Julia Ipgrave verheiratet, die an der Roehampton University als Wissenschaftliche Mitarbeiterin (Senior Research Fellow) im Department of Humanities tätig ist. Aus der Ehe gingen drei, mittlerweile erwachsene, Söhne hervor. Zu Ipgraves Hobbys gehören die Kultur und Geschichte Japans, Spazierengehen und Wandern in Staffordshire und Shropshire.